# Leichtathletik-Weltmeisterschaften 2022/Teilnehmer (Dschibuti)
| Goldmedaillen | Silbermedaillen | Bronzemedaillen |
| ------------- | --------------- | --------------- |
| -             | -               | -               |

Der Leichtathletikverband von Dschibuti nahm an den Leichtathletik-Weltmeisterschaften 2022 in Eugene mit zwei Athleten teil.

## Ergebnisse

### Männer

#### Laufdisziplinen
| Athlet                 | Disziplin        | Vorlauf     | Vorlauf | Finale | Finale |
| Athlet                 | Disziplin        | Zeit        | Platz   | Zeit   | Platz  |
| ---------------------- | ---------------- | ----------- | ------- | ------ | ------ |
| Mohamed Ismail Ibrahim | 3000 m Hindernis | 8:25,85 min | 24      | DNQ    | DNQ    |
| Hassan Bouh Ibrahim    | Marathon         |             |         | DNF    | DNF    |